# 介在板

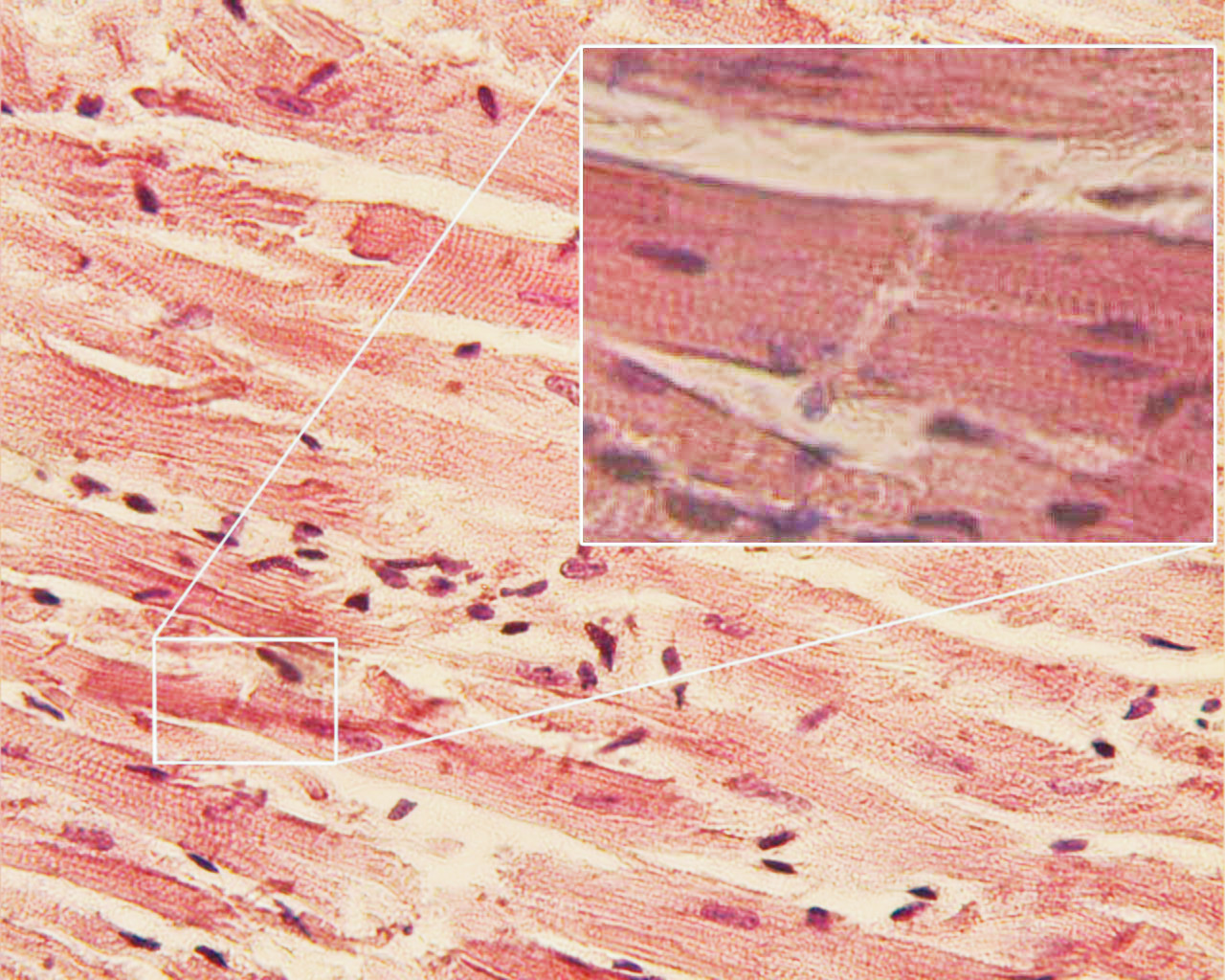
右上の拡大図にある白い線

介在板（かいざいばん、英:intercalated disk）とは心筋の横紋の間に存在する構造。心筋細胞同士を連結させ、筋細線維の張力を細胞から細胞へと伝える装置。心筋細胞が連続して連結している状態を心筋線維と呼ぶ。
介在板は横線とも呼ばれる。